# بي. جيرالد كانتور
بي. جيرالد كانتور (بالإنجليزية: B. Gerald Cantor)‏ هو راعي فنون أمريكي، ولد في 17 ديسمبر 1916 في ذا برونكس في الولايات المتحدة، وتوفي في 17 يوليو 1996 في لوس أنجلوس في الولايات المتحدة.